# 丰特-德彼德拉
丰特-德彼德拉，是西班牙安达卢西亚自治区马拉加省的一个市镇，距离马拉加73公里。 总面积91平方公里，总人口2733人（2013年），人口密度30人/平方公里。